# Stasimopus palpiger
Stasimopus palpiger is een spinnensoort uit de familie van de valdeurspinnen (Ctenizidae).
De wetenschappelijke naam van de soort werd in 1902 gepubliceerd door Reginald Innes Pocock.